# Rafeiro do Alentejo
Португальська сторожова собака (оригінальна назва: rafeiro do Alentejo) — порода собак, що відноситься до групи молосів гірського типу, виведена в середньовічній Португалії. Традиційно використовувався для охорони будинків і речей

## Зовнішній вигляд
Голова: ведмежа; коротка морда.

Очі: темні.

Вуха: складені, трикутні.

Ніс: овальний, темний.

Укус: ножиці.

Шия: коротка.

Хребет: вирівняний.

Тіло: мускулисте; з міцними кістками.

Кінцівки: передні — довгі, сильні; ззаду — міцні, довгі стегна з чітко вираженою мускулатурою.

Хвіст: довгий; зігнуті (більше на кінці, але не перекручені).

Рух: млявий, повільний і обертовий.

## Цікаві факти
У жовтні 2023 року, в Португалії, у віці 31 року помер найстаріший пес у світі чистокровної породи Rafeiro do Alentejo, якого звали Бобі. Бобі, котрий народився 11 травня 1992 року, був визнаний Книгою рекордів Гіннеса найстарішим собакою в світі. 